# Landshuis (Veurne)

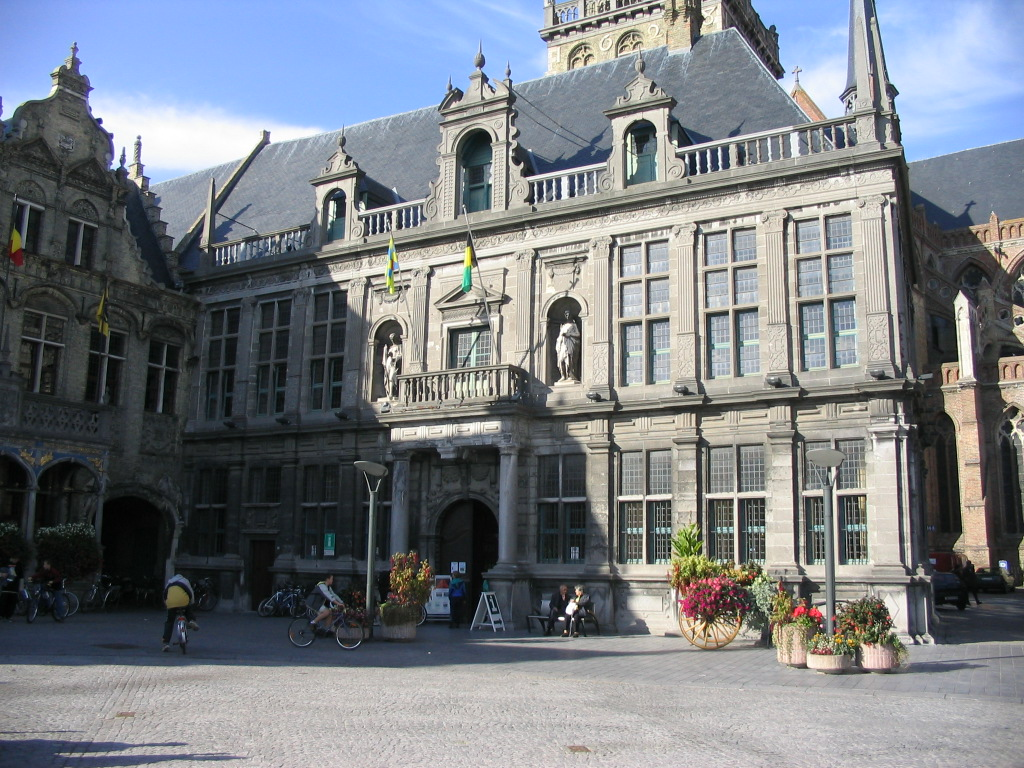
Landshuis

Het Landshuis (soms ook gespeld als Landhuis) is een bouwwerk in de West-Vlaamse stad Veurne, gelegen aan Grote Markt 29.

## Geschiedenis
Het gebouw werd in 1613-1621 gebouwd als vervanging van het oude Landshuis, dat naast het stadhuis is gelegen. Het was de zetel van de kasselrij tot de opheffing daarvan einde 18e eeuw. Daarna werd het een Gerechtshof. Het ontwerp van de gevel wordt toegeschreven aan Sylvain Boullain. In 1873-1879 werd de gevel gerestaureerd onder leiding van Jozef Vinck. In 1949-1952 werd de schade hersteld die tijdens de Tweede Wereldoorlog was ontstaan.

## Gebouw
Het gebouw is in Vlaamse renaissancestijl, voornamelijk in strakke, classicistische vormen. De dakkapellen zijn weelderiger versierd. In de nissen stonden beelden van de landvoogden Albrecht van Oostenrijk en Isabella van Spanje. In het vierde kwart van de 19e eeuw werden deze vervangen door allegorische beelden die de Vrede en de Gerechtigheid verzinnebeeldden. De vestibule met kruisgewelven en stucwerk van 1719 herbergt het Bureau voor Toerisme. In de wandelzaal vindt men een schouw die werd ontworpen door Hiëronymus Stalpaert uit 1618. Ook is er een zittingszaal.
De toren van het landshuis is het Belfort van Veurne.